# Grynig ärrlav
Grynig ärrlav (Sticta limbata) är en lavart som först beskrevs av James Edward Smith, och fick sitt nu gällande namn av Erik Acharius. Grynig ärrlav ingår i släktet Sticta och familjen Lobariaceae.  Arten är nationellt utdöd i Sverige.Inga underarter finns listade i Catalogue of Life.